# Примо, Кевин
Кевин Примо (англ. Kevin Primeau, 3 января 1955, Эдмонтон, Альберта, Канада) — канадский хоккеист и тренер.

## Биография
Начинал карьеру в студенческой команде Альбертского университета. В 1980 году в составе сборной Канады принял участие в Олимпийских играх в американском Лейк-Плэсиде. На них форвард стал одним из лучших бомбардиров своей национальной команды, набрав в шести играх пять очков (4 гола + 1 передача). По итогам хоккейного турнира «кленовые листья» заняли шестое место. В следующем сезоне провел два своих единственных матча в НХЛ за «Ванкувер Кэнакс».
Также Примо выступал в Швейцарии, где он начал свою тренерскую карьеру. В течение нескольких лет Примо входил в штаб клуба НХЛ «Эдмонтон Ойлерз». Специалист возглавлял сборную Венгрии. В феврале 2013 года он уступил свой пост соотечественнику Ричарду Черномазу.

## Достижения
- Чемпион Венгрии (2): 2010/11, 2011/12.
- Бронзовый призер Первого дивизиона чемпионата мира по хоккею с шайбой (1): 2012.

## Семья
Отец Джо Примо (1906—1989) — известный канадский хоккеист и тренер. Член Зала хоккейной славы. Дети Джош (род. 1990), Бен (род. 1993) и Джейс (род. 1997) также серьезно занимались игрой.